# تيموثي إم. كين
تيموثي إم. كين (بالإنجليزية: Timothy M. Cain)‏ هو محامي وقاضي أمريكي، ولد في 19 يناير 1961 في سينيكا في الولايات المتحدة.